# 本溪满族自治县
本溪满族自治县位于中华人民共和国辽宁省东部，为本溪市所辖自治县。自治縣政府駐观音阁街道。
本溪满族自治县属长白山脉东南延续部分。地势东南高，西北低。地处中纬度，属于北温带湿润气候区，季风和大陆性气候明显。水系主要为黄海水系和渤海水系。

## 歷史
1906年（清光绪三十二年），清政府划辽阳、凤城、兴京三县边地设置本溪县，大量满族人迁入境内居住，后陆续又有山东、河北、云南等地移民至此。在长期的生产生活中，境内汉、满两族杂居，互有通婚，互为融合，逐步形成了汉、满共有的生活习俗。而朝鲜族、回族则大部保留本民族特色生活习俗。其他民族人口稀少，生活习俗基本随同汉、满两族。
民国元年（1912年），奉天府改为奉天省，本溪县属奉天省东边道。民国17年（1928年），张学良东北易帜，改奉天省为辽宁省，改隶辽宁省。
民国20年（1931年），九一八事变，东北沦陷。民国21年（1932年），建立满洲国，将辽宁省改为奉天省，本溪县隶属奉天省。民国28年（1939年），满政权将本溪湖街、宫原一带（今本溪市平山区一带）从本溪县划出，设置本溪湖市。民国34年（1945年）冀热辽军区十六军分区部队（中共军队）进驻本溪，复置本溪县，隶属辽宁省。民国35年（1946年）4月，改隶辽东省第三专员公署。10月，撤销本溪湖市，将市区并入本溪县。民国37年（1948年）10月27日，东北人民解放军部队进入本溪境。10月30日，开始总攻，在31日，占领本溪全境，国民政府对此地的管辖结束。其后，本溪县属安东省。1949年，安东省、辽宁省合并后，属辽东省。
1949年，安东省与辽宁省合并，成立辽东省、辽西省，本溪县隶属辽东省。
1952年，本溪县撤销，并入本溪市，设郊区。
1954年，辽东、辽西省合并，设辽宁省。
1956年5月，复置本溪县，划归安东专区。后改由本溪市代管。
1959年，本溪县正式隶属本溪市，4个公社由本溪县划出，设立本溪市牛心台区。
1989年9月，撤销本溪县，设立本溪满族自治县。

## 行政区划
本溪满族自治县下辖1个街道办事处、10个镇、1个乡：
观音阁街道、小市镇、草河掌镇、草河城镇、草河口镇、连山关镇、清河城镇、田师傅镇、南甸镇、碱厂镇、高官镇和东营房乡。

## 人口
根据第七次人口普查数据，截至2020年11月1日零时，本溪满族自治县常住人口为230850人。